# Ana García Arnaiz
Ana García Arnaiz (Zaragoza, 28 de marzo de 1973) es una actriz, directora y guionista española.

## Trayectoria
García estudió interpretación en la Escuela Municipal de Teatro de Zaragoza y cuenta con una trayectoria de más de dos décadas en el teatro, cine y televisión. Entre sus primeras apariciones se encuentran las obras producidas por su compañía de clown Muac Teatro, fundada en 1998 junto a la actriz Laura Gómez-Lacueva. Entre otras compañías, ha trabajado con Matarile Teatro, El Temple, Ciudad Interior, Teatro de la Estación, Factory Producciones, Facultad Mermada y Arteria Producciones.
En 2010, protagonizó la obra La historia de amor del siglo, basada en poemas del libro de la escritora finlandesa Märta Tikkanen, y dirigida por Mariano Anós, en la que interpreta a una mujer envuelta en relaciones complicadas. En 2017, escribió el guion y dirigió una de sus obras más destacadas: el cortometraje Habitación 110, una tragicomedia sobre el deseo de evasión de tres mujeres, tutorizada por Michel Gaztambide.
Entre 2020 y 2021, escribió el guion y dirigió el galardonado corto No lugar, una obra sobre la soledad y precarización de una actriz a punto de retirarse. En 2022, escribió y dirigió Gloria bendita, una obra teatral galardonada con los Premios CREAR, que aborda la soledad y la marginalización de un joven actor y una vedette mayor en un pequeño pueblo.
En televisión, García también ha participado en los programas de Aragón TV Los Artigas, Vaya comunidad, Oregón Televisión, Reino y Corona (2015) y Grupo 2 Homicidios (2017).

## Reconocimientos
En 2018, García fue preseleccionada por el Festival Internacional de Cine de San Petersburgo Kinoforum con su corto Habitación 110. En ese mismo año fue seleccionada para competir en el Certamen de Cortometrajes de Valdealgorfa, que organiza anualmente el Ayuntamiento de Valdealgorfa (Teruel) con el mismo corto, Habitación 110.
En 2022, la Diputación Provincial de Zaragoza otorgó a García el Premio Santa Isabel de Aragón, Reina de Portugal, en su categoría de guion audiovisual por su largometraje No lugar. Ese mismo año, su obra teatral Gloria bendita fue premiada en el V certamen de los Premios CREAR que otorga el Instituto Aragonés de la Juventud (IAJ).

## Teatro
- 2000 – Thelma y Louise. Muac Teatro.[3]
- 2000 – Comiendo Paredes. Muac Teatro.[3]
- 2001 – Morros de col. Muac Teatro.[3]
- 2005 – Cómo sobrellevar el fin del mundo. Muac Teatro.[3]
- 2006 – Cerdas. Muac Teatro.[13]
- 2010 – La historia de amor del siglo. Embocadura. [4][14]
- 2012 – La increíble y maravillosa historia del hombre elefante, versión de la película El hombre elefante, de David Lynch, dirigida por Alfonso Pablo. OcioImagen.[15][16]
- 2022 – Gloria bendita. Arteria producciones.[9][17]

## Filmografía
- 2018 – Habitación 110. Cortometraje.[5]
- 2021 – Centella. Cortometraje.[18][19][20]
- 2022 – No lugar. Largometraje.[6]

### Televisión
- 2015 – Reino y Corona. Productora Aragón TV.[21]

- 2016 – Los Artigas. Productora Aragón TV.[10]

- 2017 – Grupo 2 Homicidios. Productora Aragón TV.[11]